# Розумник Вілл Гантінґ
«Розумник Вілл Гантінґ» (англ. Good Will Hunting) — американський фільм режисера Гаса Ван Сента, знятий у 1997 році. Фільм присвячений пам'яті Алена Гінсберга та Вільяма Бероуза. На 1 березня 2024 року фільм займав 83-тю позицію у списку 250 найкращих фільмів за версією IMDb.

## Назва
Назву можна перекласти двома способами Good — умілий, Will Hunting — Вілл Гантінґ, тобто «Вілл Гантінґ є розумним», або Good Will — Добра воля і Hunting — полювання, тобто «В пошуках доброї волі».

## Сюжет
Сюжет заснований на факті з життя математика Джорджа Данціга, проте цей фільм не можна вважати біографічним.
Вілл Гантінґ (Метт Деймон) — хлопець з геніальним інтелектом, що дозволяє йому робити відкриття в новітніх галузях математики, і прекрасною пам'яттю, за допомогою якої йому з легкістю вдається накопичувати енциклопедичні знання. Однак володар цих дарувань не надає їм великого значення і працює простим прибиральником у Массачусетському технологічному інституті. Проживає — один у бідно умебльованому будинку в занепалих околицях Південного Бостона. Гантінґ не отримав хорошого виховання й підсвідомо звинувачує себе у своєму невдалому життєвому старті. Вілл перетворює цю приховану ненависть до себе у форму само-саботажу як у професійному, так і в емоційному плані.
Коли у студентів починаються заняття в інституті, Вілл мимохідь розв'язує важку математичну задачу, що належить до галузі алгебричної теорії графів. Це завдання у вестибюлі на класній дошці залишив своїм студентам професор Джеральд Ламбо (Стеллан Скашгорд), лауреат медалі Філдса, видатний знавець комбінаторики, з надією, що хтось зі студентів зміг би знайти її розв'язання до кінця семестру. Коли ж розв'язок було вказано швидко й анонімно, Ламбо оголошує набагато важче завдання, яке вони з колегою почали розв'язувати два роки тому, і досі не можуть довести. Коли Ламбо випадково стикається з простим прибиральником, що пише на цій дошці крейдою, то він з обуренням виганяє його. Проте коли Ламбо інстинктивно повертається до дошки, то застигає з подиву: там написана правильна відповідь. Професор намагається знайти Вілла.
Тим часом Віллу вдається помститися хуліганському хлопцеві — Кармінові Скарпаліа, який постійно бив його в дитячому садку. Під час бійки Вілл ударив поліціянта, і тепер йому загрожує тюремне ув'язнення. Цілком усвідомлюючи величезний потенціал Вілла, Ламбо просить суддю надати Віллу можливість уникнути ув'язнення. Для цього професор пропонує Віллу співпрацювати з ним при дотриманні двох умов: під особистим наглядом Ламбо він буде тепер вивчати ті галузі математики, на які вкаже професор, і, — це друга умова — буде ходити на сеанси психоаналізу. Хоча Вілл не вважає, що потребує психотерапії, але заради того, щоб уникнути в'язниці, він приймає умови професора.
Психологи, рекомендовані професору Ламбо, були змушені відмовитися від своєї діяльності, оскільки Вілл всіляко глумився над ними та ставився до них з неприхованим презирством. У відчаї Ламбо звертається нарешті до свого давнього друга та однокласника з Массачусетського технологічного інституту — Шона Магюра (Робін Вільямс), який, як виявляється, виріс приблизно в тому ж районі, що і Вілл.
Шон, на відміну від своїх колег-психологів, зумів дати відсіч Віллові та подолати його саркастичні ворожі захисні механізми. Вілла особливо вражає розповідь Шона про те, як він знехтував своїм квитком на знамениту 6-ту гру команди «Бостон Ред Сокс» у Світовій серії 1975 року, щоб зустрітися й посидіти в барі з незнайомкою, яка пізніше стала його дружиною. Ця розповідь змушує Вілла спробувати встановити тісніші відносини зі Скайлер (Мінні Драйвер), молоденькою англійкою, яку він раніше зустрічав у барі біля Гарвардського університету і яка явно симпатизувала йому.
Однак відносини за шаблоном «лікар-пацієнт» між Шоном і Віллом були непростими. Гострий розум Вілла і його спостережливість змушують Шона вийти за рамки «гри в одні ворота» і виконати важку внутрішню роботу з вироблення об'єктивного погляду на своє власне життя. До цієї зустрічі з Віллом Шону не вдавалося впоратися зі скорботою і депресією, що настала через захворювання на рак і передчасну смерть за два роки до цього його улюбленої дружини.
Тим часом Ламбо так настирливо підштовхує Вілла до співпраці, що Вілл у кінцевому підсумку відмовляється піти на співбесіду для влаштування на роботу, яку Ламбо організовує йому. Вілл заходить до кімнати випадково в той час, як Ламбо і Шон несамовито сперечаються про майбутнє підопічного.
Скайлер збирається вчитися в медичній школі в Стенфорді і у зв'язку з цим просить, щоб Вілл їхав з нею до Каліфорнії. При думці про від'їзд у Вілла починається паніка. Коли ж Скайлер висловлює свою любов до Вілла й водночас приймає його таким, як він є, включаючи і його реальне минуле (а не таке, яке він намагався вигадати заради неї, щоб виглядати трохи кращим), — з Віллом починається істерика і він розлючений вибігає з гуртожитку. Він пориває також і з роботою, яку раніше дав йому Ламбо і яку Вілл робив радше для «розваги». Ламбо просить Вілла не знищувати свою працю, але Вілл іде з інституту.
Шон дізнається, що Вілл настільки вправний у запобіганні майбутніх невдач у своїх взаємостосунках, настільки здатний прорахувати їх, що він або дозволяє їх звести нанівець або навмисно ухиляється, щоб таким чином уникнути ризику емоційного болю. Коли ж Вілл відмовляється дати йому чесну відповідь на запитання про те, що він хоче робити далі зі своїм життям, Шон вказує йому на двері.
Вілл зізнається своєму найкращому другові Чакові (Бен Аффлек), що він хоче бути чорноробом решту свого життя. Але Чакі обурюється тим, як його друг поводиться зі своїм талантом: він звинувачує Вілла в тому, що той збирається змарнува́ти весь свій потенціал і що його найбільша мрія полягає в тому, щоб постукати одного разу вранці у двері Вілла і виявити, що його там немає.
Вілл приходить ще раз на сеанс психотерапії, і тут вони з Шоном виявляють, що обидва виявилися колись жертвами жорстокого поводження з дітьми. Врешті-решт, після великої праці над дослідженням свого внутрішнього світу, Вілл вирішує перестати бути жертвою своїх власних внутрішніх демонів і повністю взяти відповідальність за своє життя у власні руки, хоч би яким це життя було.

## У ролях
- Метт Деймон — Вілл Гантінґ
- Робін Вільямс — Шон Мегвайр
- Бен Аффлек — Чакі Селліван
- Стеллан Скашгорд — Джеральд Ламбо
- Мінні Драйвер — Скайлер
- Кейсі Аффлек — Морган О'Мейлі
- Коул Хаузер — Біллі Мак-Брайден
- Джон Майтон — Том

## Кіноляпи
- На початку фільму йде сцена у великій аудиторії з розсувними дошками. Опущена дошка в якийсь момент виявляється опущеною, а в наступному кадрі — знову піднята.
- Математичні завдання, які геній Вілл Гантінґ таємно від усіх розв'язував на дошці в інституті, насправді елементарні. І для їх розгадки зовсім не потрібно мати геніальний розум. Дуже дивно, що професор Ламбо розв'язував їх два роки. Ще елементарнішими є розв'язки, що запропонував Гантінґ.

## Нагороди та номінації

### Нагороди
- 1998 — Премія «Оскар»
  - Найкращий актор другого плану — Робін Вільямс
  - Найкращий оригінальний сценарій — Метт Деймон та Бен Аффлек
- 1998 — Берлінський кінофестиваль 
  - Срібний ведмідь за видатний індивідуальний внесок — Метт Деймон
- 1998 — Премія European Film Awards 
  - Видатний європейський внесок у світове кіно — Стеллан Скашгорд
- 1998 — Премія «Золотий глобус»
  - Найкращий сценарій художнього фільму — Метт Деймон та Бен Аффлек
- 1997 — Премія National Board of Review 
  - Особливий внесок у кінематограф — Метт Деймон та Бен Аффлек

### Номінації
- 1998 — Премія «Оскар»
  - Найкращий фільм року — Лоуренс Бендер
  - Найкраща чоловіча роль — Метт Деймон
  - Найкраща жіноча роль другого плану — Мінні Драйвер
  - Найкраща режисура — Гас Ван Сент
  - Найкраща пісня — Елліотт Сміт (за пісню«Miss Misery»)
  - Найкраща музика — Денні Ельфман
  - Найкращий монтаж — П'єтро Скалі
- 1998 — Берлінський кінофестиваль 
  - «Золотий ведмідь» — Гас Ван Сент
- 1998 — «Золотий глобус»
  - Найкращий фільм (драма)
  - Найкращий драматичний актор — Метт Деймон
  - Найкращий актор другого плану — Робін Вільямс
- 1998 — Премія Гільдії режисерів Америки 
  - Видатний режисерський внесок — Гас Ван Сент
- 1998 — Премія Гільдії сценаристів Америки 
  - Найкращий сценарій, написаний спеціально для фільму — Метт Деймон та Бен Аффлек